# Český Šternberk
Český Šternberk település Csehországban, a Benešovi járásban. Český Šternberk Všechlapy, Divišov, Drahňovice, Soběšín és Rataje nad Sázavou településekkel határos. Lakosainak száma 184 fő (2024. január 1.).

## Népesség
A település lakosságának változását az alábbi diagram mutatja:
| Lakosok száma | 494  | 453  | 422  | 332  | 215  | 150  | 153  | 164  | 163  | 184  |
|               | 1869 | 1890 | 1921 | 1950 | 1980 | 2001 | 2017 | 2019 | 2022 | 2024 |